# Pfarrkirche Nöchling

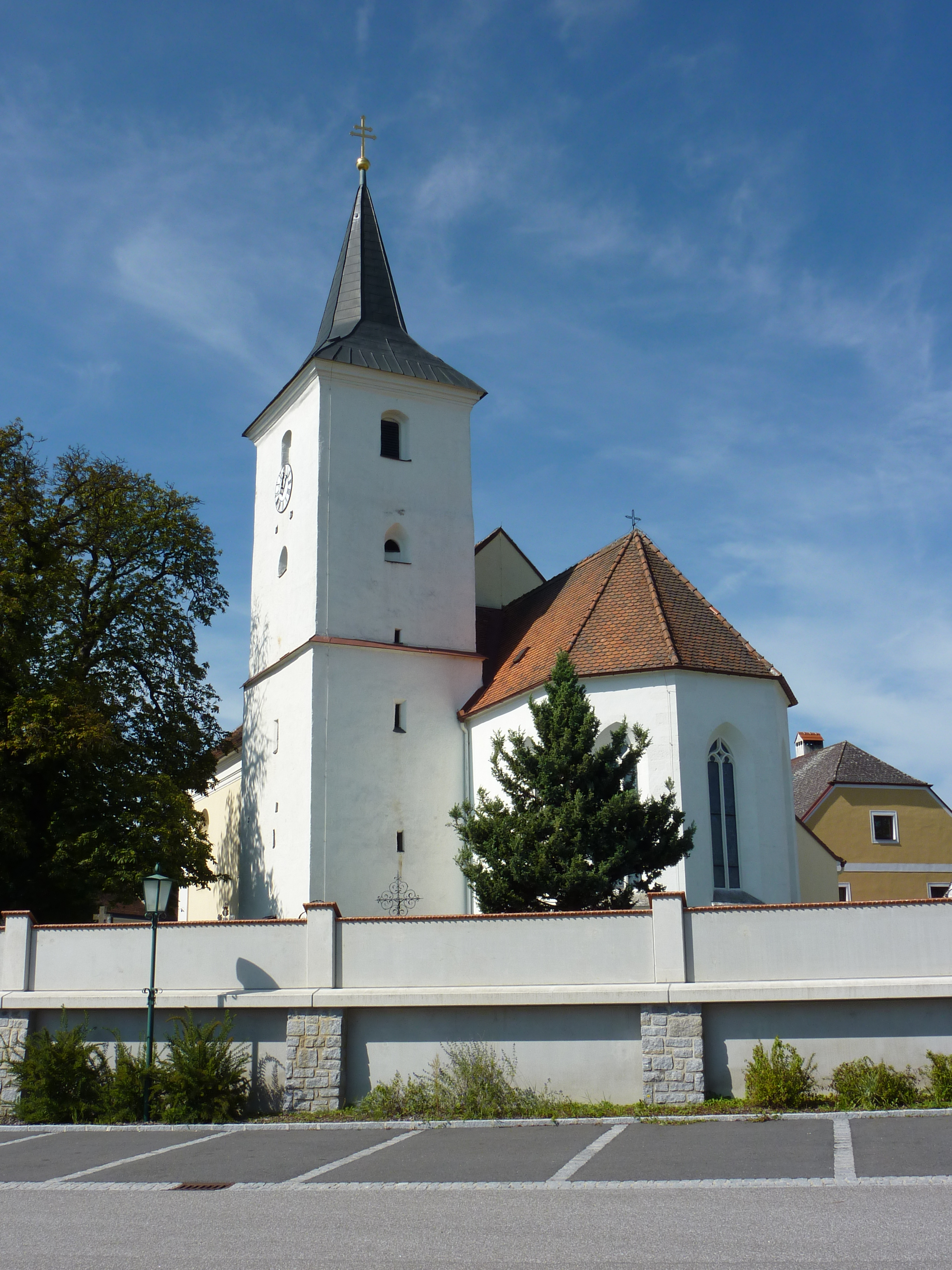
Katholische Pfarrkirche hl. Jakobus der Ältere in Nöchling

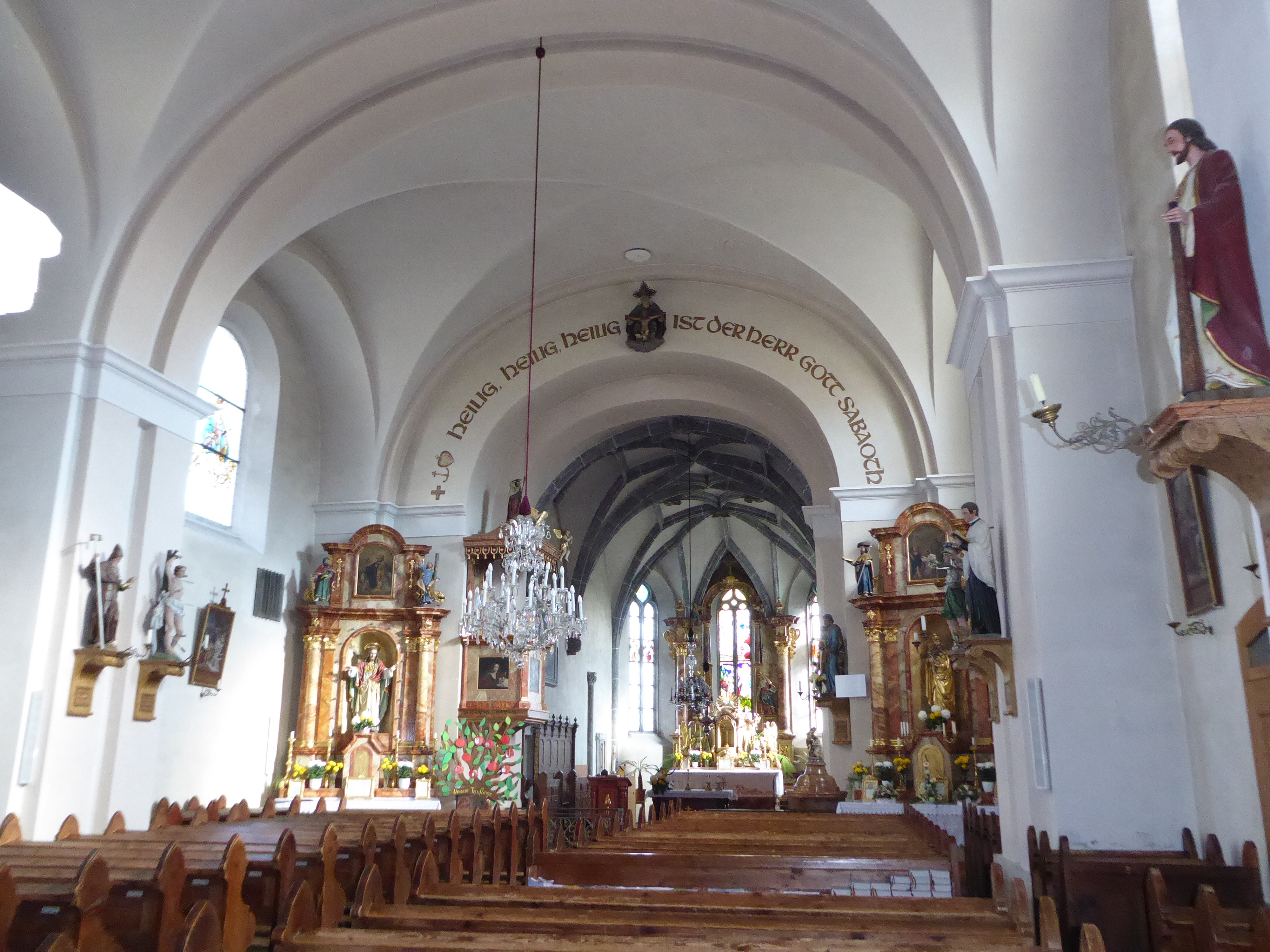
Vom biedermeierlichen Langhaus zum spätgotischen Chor

Die Pfarrkirche Nöchling steht am Ostende des Marktplatzes in der Marktgemeinde Nöchling im Bezirk Melk in Niederösterreich. Die dem heiligen Jakobus dem Älteren geweihte römisch-katholische Pfarrkirche gehört zum Dekanat Maria Taferl in der Diözese St. Pölten. Die Kirche und der Friedhof stehen unter Denkmalschutz (Listeneintrag).

## Geschichte
Urkundlich wurde 1160 die Tochterpfarre bzw. Filiale von St. Oswald genannt. Urkundlich wurde 1681 eine Pfarre gegründet.

## Architektur
Die Kirche zeigt sich als biedermeierliches Langhaus mit einem spätgotischen Chor und Turm. Die Kirche ist im Osten von einem Friedhof umgeben.
Kirchenäußeres
Das Langhaus mit dem Chronogramm an der Westfassade 1839/1841 zeigt sich mit Rundbogenfenster und einem stark profilierten Dachgesims unter einem Walmdach. Der eingezogene niedrigere spätgotische Chor hat zweibahnige Maßwerkfenster. Der gotische Turm im südlichen Chorwinkel mit einem Kaffgesims zweigeschoßig hat abgefaste Schlitzfenster und ein kleines Spitzbogenfenster im Obergeschoß, er trägt über einem profilierten Gesims einen geschweiften Pyramidenhelm um 1840. Der schlichte Sakristeianbau mit nördlichen Chorwinkel entstand um 1840. An der mit Doppellisenen eingefassten Westfassade gibt es eine Konsolfigur Johannes Nepomuk aus dem zweiten Viertel des 18. Jahrhunderts.
An der südlichen Langhauswand gibt es einen Grabstein mit einem Kreuz zu Schulmeister Emanuel Johann Fischer 1779 bzw. 1689.
Kircheninneres
Das dreijochige Langhaus zeigt sich kreuzgratüberwölbt mit gekoppelten Gurtbögen auf einem profilierten Gesims auf Wandpfeilern mit vorgelegten Doppellisenen. Die platzlunterwölbte dreiachsige Westempore ist mit einer Korbbogenarkade zum Langhaus geöffnet. Der Triumphbogen ist eingezogen.
Der zweijochige Chor unter einem Netzrippengewölbe mit Schlingrippen auf Diensten schließt mit einem Dreiachtelschluss um 1500.
Die Glasmalerei schuf die Firma Rudolf Nagl und zeigt im Chorschlussfenster Christus am Ölberg und Verklärung am Berg Tabor und seitlich Theresia und Elisabeth, Antonius Eremit und Leopold, Anna und Joachim, im Langhaus Katharina, Hippolyt, Notburga, Isidor, Antonius von Padua und Cäcilia.

## Ausstattung
Hochaltar
Der Hochaltar wurde, wie aus einer 1932 entdeckten Inschrift sowie Kirchenrechnungen hervorgeht, 1690 vom Ybbser Tischler Sebastian Kaunigger (auch: Kaminger bzw. Kanschnigg) errichtet. Der barocke Hochaltar besteht aus einem zweigeschoßigen, säulenflankierten Aufbau mit zwei Ölgemälden. Der mehrfach veränderte Hochaltar wurde 1932 im Auftrag von Pfarrer Josef Grießler durch den Amstettner Bildhauer und Vergolder Valentin Tschadesch zu einer Umrahmung für das rückwärtige Fenster umgestalten. Die Firma Rudolf Nagl aus Wien ließ figurale Glasscheiben einsetzen.
Der gemauerte spätgotische Alarblock ist sarkophargförmig verkleidet und trägt den Tabernakel, der 1800 in ungewöhnlicher Kombination von nachhinkenden bewegten Rokokoformen und zeittypischen klassizistischen Ornamenten wie Zopfband und Rosetten, angefertigt wurde. Die Putten sind großteils barock und wurden nachträglich am Tabernakel angebracht.
Der Aufbau an der Stirnwand wurde im Laufe der Zeit stark verändert und übernahm vom alten Bestand die Sockeln, die Säulen, sowie zwei Barockfiguren vom Anfang des 18. Jahrhunderts, die den heiligen Joachim und die heilige Anna darstellen. Auf Grund ihrer Größe sowie der Thematik, könnten sie unter Umständen vom ehemaligen Marienaltar stammen.
Das zentrale Fenster zeigt zwei wichtige Szenen aus dem Leben des heiligen Jakobus, die in der Bibel überliefert sind. Die eine Szene stellt die „Verklärung Jesu“ und dessen „Gebet am Ölberg“ dar. Vom Tabernakel weitgehend verdeckt ist die Darstellung der Nöchlinger Pfarrkirche und den Pritzenhof (das Gehöft, dass den Stiftern des Fensters gehörte).
Der Volksaltar und der Ambo wurden in den Jahren 2000 und 2001 vom Nöchlinger Tischler Johann Gschossmann gefertigt.
Das Orgelprospekt und die Orgelbrüstung entstanden um 1840, der Werk schuf Franz Josef Swoboda 1909.